# Sparks Fly (песня Тейлор Свифт)
«Sparks Fly» (Сыпятся искры) — песня американской кантри и поп-певицы и автора песен Тейлор Свифт из её третьего студийного альбома Speak Now (2010). Песня была написана самой певицей, а сопродюсером стал Нэтан Чапман. Песня вышла в качестве 5-го сингла альбома.
Музыкальное видео с кадрами мирового турне Speak Now было выпущено 10 августа 2011 года. В современных рецензиях большинство музыкальных критиков высоко оценили темповое исполнение, но некоторые посчитали трек забытым. Сингл получил премии BMI Country Awards и Teen Choice Awards в номинации Choice Music — Country Song.
После выхода альбома Speak Now песня «Sparks Fly» дебютировала на 17 месте в Billboard Hot 100 и на 28 месте в Canadian Hot 100. После выхода сингла песня заняла первое место в Hot Country Songs, где стала 5-м хитом певицы во главе кантри-чарта, и получила платиновый сертификат Американской ассоциации звукозаписывающих компаний (RIAA). Свифт включила песню в сет-листы мирового турне Speak Now (2011—2012) и Red Tour (2013—2014), а также исполнила её на отдельных концертах мирового турне The 1989 (2015), Reputation Stadium Tour (2018) и Eras Tour (2023—2024).

## История
Песня Sparks Fly была написана ещё тогда, когда Свифт было 16 лет, то есть до релиза первого официального сингла певицы Tim McGraw в 2006 году, а впервые исполнена на концерте в 2007 году. Её полюбили фаны и просили Тейлор включить в новый альбом.
Вслед за выходом альбома Speak Now, 4 ноября 2010 года, сингл «Sparks Fly» дебютировал на № 17 в американском основном хит-параде Billboard Hot 100 с продажами в 113,000 копий. Это сделало Тейлор Свифт первым в истории исполнителем, у которого 10 синглов сразу дебютировали в горячей сотне Billboard Hot 100 в одну неделю. Вместе с синглом «Mine» Свифт имеет 11 песен находящихся одновременно в чарте, рекорд для певиц по наибольшему числу песен в Billboard Hot 100 в одну неделю. Песня дебютировала как «лучший дебютант» (Hot Shot Debut) в чарте кантри-музыки Hot Country Songs на 49-м месте. Журнал Billboard включил песню в список 5 потенциальных хитов 2011 года (Five Potential Pop Hits for 2011). 6 августа 2011 года песня поднялась с 39 на 31 место в Hot Country Songs. После выхода сингла, песня 27 августа 2011 года повторно вошла в хит-парад Billboard Hot 100 на № 84. 8 октября 2011 года песня поднялась с 13 на 10 место в Hot Country Songs. Песня достигла № 24 в радиоэфирном чарте Billboard Radio Songs Chart и 26 ноября 2011 года поднялась до № 1 в кантри-чарте Hot Country Songs (в 5-й раз в карьере певицы). Песня стала первой за 2 года для Свифт достигшей вершины впервые после «You Belong with Me» в 2009 году. 29 ноября 2011 года песня была сертифицирована в золотом статусе RIAA.
Песня получила положительные отзывы музыкальной критики и интернет-изданий, включая Rolling Stone, The Oxonian Review, Slant Magazine, Country Universe, Roughstock, Engine 145, Taste of Country, Seattle Weekly, Spin.
Песня вошла под № 37 в итоговый хит-парад кантри-музыки 2011 года Hot Country Songs. К августу 2012 сингл «Sparks Fly» был продан в количестве более 1 млн копий в США. В Канаде сингл «Sparks Fly» дебютировал 13 ноября 2010 года на № 28.
...Подари мне то, что будет со мной неотступно,

Когда тебя не будет рядом...

Ведь у меня искры сыпятся из глаз

Всякий раз, когда ты улыбаешься... Тейлор Свифт

## Награды и номинации
«Sparks Fly» выиграла 2 награды BMI Country Awards в категориях Publisher of the Year и Country Awards Top 50 Songs (2012) и получила награду «Choice Music: Country Song» на церемонии Teen Choice Awards 2012 года.
«Sparks Fly» была номинирована на звание «Лучшей песни» («Favorite Song») на церемонии Nickelodeon Kids' Choice Awards 2012.
| Год  | Организация                     | Награда/работа        | Результат | Ссылка |
| ---- | ------------------------------- | --------------------- | --------- | ------ |
| 2012 | Nickelodeon Kids' Choice Awards | Favourite Song        | Номинация | [ 30 ] |
| 2012 | BMI Awards                      | Top 50 Songs          | Победа    | [ 31 ] |
| 2012 | BMI Awards                      | Publisher of the Year | Победа    | [ 31 ] |
| 2012 | Teen Choice Awards              | Choice Country Song   | Победа    | [ 32 ] |

## Живые выступления
Свифт впервые исполнила «Sparks Fly» в качестве неизданной песни во время нескольких концертов в 2007 году. На то время песня ещё не была выпущена отдельным синглом и сопровождалась банджо и скрипками и включала несколько иной текст, отличный от альбомной версии. «Sparks Fly» была песней открытия концертов во время тура Speak Now World Tour. Выступления включали длительные интерлюдии, фейерверки, электрогитары вместо банджо и вышло в первом для Тейлор живом концертном альбоме Speak Now World Tour Live. В своем обзоре Speak Now World Tour Live, Мэтт Бъёрк из Roughstock назвал исполнение «Sparks Fly» во время концерта превосходным. Свифт также исполнила эту песню во время кантри-фестиваля CMA Music Festival. Причём, ещё до начала пения Тейлор проходила сквозь толпу зрителей и прямо там же и начинала свой первый куплет.
Позже Свифт включила трек в сет-лист the Red Tour (2013—2014); во время концертов она исполняла песню на платформе, подвешенной к потолку. Песня была включена в отдельные концерты её последующих туров, 1989 World Tour (Ванкувер, август 2015), Reputation Stadium Tour (Колумбус, Огайо, июль 2018) и Eras Tour (Нашвилл, май 2023). Она также исполнила трек на Гран-при Формула-1, состоявшемся 22 октября 2016 года в Остине.

## Музыкальное видео
Музыкальное видео было анонсировано 8 августа 2011 года на официальном сайте Свифт. Премьера состоялась 10 августа 2011 года на её сайте в 4:30 pm CDT. режиссёром видеоклипа стал Кристиан Лэмб (Christian Lamb). В первую неделю релиза видеоклип просмотрели более 400,000 зрителей и помогли Свифт подняться в чарте соцсетей Billboard's Social 50, с № 19 на № 10. Видео получило высокую оценку MTV News, включало театрализованные сцены, переодевания, фейерверки, танцы, пиротехнику. 27 августа 2011 года видео стало № 1 на Yahoo! Music.

## Список композиций
- Limited Edition CD single[49]

1. «Sparks Fly» — 4:20

## Чарты и сертификации

### Еженедельные чарты
| Чарт (2010-11)                      | Высшая позиция |
| ----------------------------------- | -------------- |
| Канада (Billboard Canadian Hot 100) | 28             |
| США (Billboard Hot 100)             | 17             |
| США (Billboard Hot Country Songs)   | 1              |

### Итоговый годовой чарт
| Чарт (2011)                  | Позиция |
| ---------------------------- | ------- |
| US Country Songs (Billboard) | 37      |

## Сертификации
| Регион | Сертификация | Продажи   |
| --- | ------------ | --------- |
| США (RIAA) | Платиновый   | 1 000 000 |
| * Данные о продажах приведены только на основе сертификации. ^ Данные о тиражах приведены только на основе сертификации. |              |           |

## «Sparks Fly (Taylor’s Version)»
Подписав новый контракт с Republic Records, Свифт начала перезаписывать свои первые шесть студийных альбомов в ноябре 2020 года. Это решение было принято после публичного спора между Свифт и менеджером талантов Скутером Брауном, который в 2019 году приобрел Big Machine Records, включая выпущенные лейблом мастера альбомов Свифт. Перезаписав свой каталог, Свифт получила полное право собственности на новые мастер-записи, включая лицензирование авторских прав на её песни, что обесценило старые мастера, принадлежавшие Big Machine.
Перезаписанная версия песни «Sparks Fly» под названием «Sparks Fly (Taylor’s Version)» была выпущена 7 июля 2023 года на лейбле Republic Records в рамках альбома Speak Now (Taylor’s Version), третьего перезаписанного альбома Свифт. Альбом был официально анонсирован 5 мая 2023 года на концерте Eras Tour в Нашвилле; после анонса Свифт исполнила песню «Sparks Fly» на акустической гитаре как одну из своих «песен-сюрпризов». Песня «Sparks Fly (Taylor’s Version)» стала второй в альбоме, когда треклист был официально опубликован 5 июня.